# Madona (Letònia)
Madona (en alemany:  Madohn) és un poble del municipi de Madona, al centre de Letònia i localitzat a la regió històrica de Vidzeme.

## Història
Els voltants de la ciutat de Madona havia estat poblada en èpoques anteriors, com es confirma pels descobriments d'antics cementiris a les proximitats de la ciutat. S'esmenta per primera vegada per escrit el 1461, quan l'arquebisbe Sylvester va començar a llogar les terres de la casa senyorial de Birzi. Tanmateix, el govern suec va posar la terra sota control estatal. Després de la Gran Guerra del Nord, Madona va passar a ser propietat de l'imperi Rus. L'emperadriu Elisabet I de Rússia va regalar la casa senyorial de Birzi junt amb una altra del senyoriu de Vidzeme al general Alexander Buturlin.
Emperadriu Caterina II de Rússia va comprar les terres novament com a regal a un altre familiar de la seva cort, el general Maxim Zorić. Des del segle xix fins començaments del segle xx, la ubicació de Madona era en els terrenys de la casa senyorial de Birzi.